# Yoji Shinkawa
Yoji Shinkawa (新川洋司 Shinkawa Yōji?), född den 25 december 1971, är en japansk figurdesigner inom tv-spelsbranschen. Han är sedan 1994 anställd på Konami och har gjort sig berömd för sitt arbete på bland annat spelserierna Metal Gear och Zone of the Enders.